# Выборгская епархия
Вы́боргская епа́рхия — епархия Русской православной церкви, объединяющая приходы и монастыри в пределах Всеволожского, Выборгского и Приозерского районов Ленинградской области. Входит в состав Санкт-Петербургской митрополии.
С 1892 по 1923 год охватывала всю территорию Великого княжества Финляндского (после 1917 года — Республики Финляндии). В послевоенное время существовало Выборгское викариатство Ленинградской (Санкт-Петербургской) епархии. 12 марта 2013 года образована самостоятельная епархия в составе Санкт-Петербургской митрополии.

## История
Со времён начала русской государственности эти земли входили в состав обширной Новгородской епархии.
В 1742 году Выборг отошёл к учреждённой Санкт-Петербургской епархии, и в 1799—1803 годы наименование «Выборгский» входило в титул правящего архиерея.

### Выборгское викариатство (1859—1892)
5 сентября 1859 года император Александр II утвердил доклад Синода о необходимости учреждения Выборгского викариатства Санкт-Петербургской епархии. Викариатство было титулярным. Первые три выборгских епископа являлись ректорами Санкт-Петербургская духовной академии, их местопребыванием была Александро-Невская лавра. Всего в 1859—1892 годы сменилось 13 Выборгских епископов.

### Финляндская и Выборгская епархия
24 октября 1892 года постановлением Святейшего Синода викариатство был преобразовано в самостоятельную Выборгскую и Финляндскую епархию Русской православной церкви, а её первым управляющим назначен епископ Антоний (Вадковский). Резиденцией архиепископа стало имение Марковилла.
C 1898 года в епархии издавался журнал на финском языке «Aamun Koitto» («Утренняя заря»), проводилась работа по переводу богослужения на финский и шведский языки.
В 1892—1918 годах было построено большое количество православных храмов: в Гельсингфорсе, Або, Свеаборге, Таммерфорсе, Куопио, Николайштадте, Фридрихсгаме, Котке, Гангуте и др. В состав епархии входили Валаамский мужской, Коневский мужской и Линтульский женский монастыри.
Постановлением Святейшего Синода от 14 февраля 1913 года в помощь Выборгскому епископу было учреждено Сердобольское викариатство.
Статистика 
| Годы                | 1804    | 1810      | 1815        | 1820        | 1825        | 1838        | 1851        | 1906        |
| ------------------- | ------- | --------- | ----------- | ----------- | ----------- | ----------- | ----------- | ----------- |
| Население Финляндии | 859 200 | ▲ 863 300 | ▲ 1 175 400 | ▲ 1 177 500 | ▲ 1 372 100 | ▲ 1 445 600 | ▲ 1 636 900 | ▲ 2 800 200 |
| Число церквей       | 19      | ▲ 21      | ▲ 22        | ▼ 21        |             |             |             |             |
| Число православных  | 27 454  | ▲ 34 212  | ▲ 35 330    | ▼ 31 408    | ▲ 32 260    | ▲ 36 038    | ▲ 45 227    | ▲ 49 461    |
| В процентах %       | 3,19 %  | ▲ 3,96 %  | ▼ 3,0 %     | ▼ 2,66 %    | ▼ 2,35 %    | ▲ 2,49 %    | ▲ 2,76 %    | ▼ 1,76 %    |

### В период автономии (1921—1923)
После распада Российской Империи чрезвычайный Собор духовенства и мирян Финляндско-Выборгской епархии в 1919 года принял обращение к Святейшему Патриарху Тихону о даровании епархии статуса автономной Церкви в составе Российской.
11 февраля 1921 года Выборгская и Финляндская епархия постановлением патриарха Тихона была преобразована в Финляндскую автономную православную церковь в составе Московского Патриархата. Решением Церковного собора Финляндской православной церкви административно-территориальное деление было преобразовано, в связи с чем возникли две самостоятельные епархии: Выборгская и Карельская, при этом в Выборгскую епархию вошли: Гельсингфорсский, Абоский, Коткаский, Фредрихсгамский, Келломякиский, Териокский, Райволаский, Уусикискоский, Кюреляский и Печенгский приходы, а также Валаамский, Коневский, Печенгский и Линтульский монастырские приходы. Резиденция главы Финляндской церкви с титулом Выборгского и всея Финляндии, и также общее для обеих епархий церковное управление оставалось в Выборге. Постановление вступило в силу с 1 января 1924 года.
Приходы епархии в 1920-е годы
| Название прихода         | Центральный город | Илл. | Илл | Илл. | Название церкви                                                                      |
| ------------------------ | ----------------- | ---- | --- | ---- | ------------------------------------------------------------------------------------ |
| Выборгский приход        | Выборг            |      |     |      | Спасо-Преображенский собор Ильинская церковь Церковь Всех Святых                     |
| Коткинский приход        | Котка             |      |     |      | Никольская церковь                                                                   |
| Келломякский приход      | Келломяки         |      |     |      | Церковь Сошествия Святого Духа                                                       |
| Териокский приход        | Териоки           |      |     |      | Казанская церковь (1910—1915)                                                        |
| Новокиркский приход      | Уусикиркко        |      |     |      | Преображенская церковь (1912)                                                        |
| Кюрельский приход        |                   |      |     |      | Сретенская церковь Церковь Казанской иконы Божией Матери                             |
| Абосский приход          | Або               |      |     |      | Церковь Святой Александры (Турку)                                                    |
| Гельсингфорский приход   | Гельсингфорс      |      |     |      | Собор Александра Невского в Свеаборге Успенский собор (1868) Троицкая церковь (1826) |
| Вильманстрандский приход | Вильманстранд     |      |     |      | Церковь в честь Покрова Божией Матери                                                |
| Фридрихсгамский приход   | Фридрихсга́м       |      |     |      | Храм Святых Апостолов Петра и Павла (Хамина)                                         |
| Райволовский приход      | Райвола           |      |     |      | Свято-Никольская церковь                                                             |
| Тавастгуский приход      | Тавастгус         |      |     |      | Александро-Невская церковь                                                           |
| Вазский приход           | Ваза              |      |     |      | Никольский собор (1862)                                                              |
| Петсамский приход        | Петсамо           |      |     |      |                                                                                      |
| Валаамский монастырь     | Валаам            |      |     |      | Спасо-Преображенский собор (1774) + скитские храмы                                   |
| Коневский монастырь      | Коневец           |      |     |      | Богородице-Рождественский собор + скитские храмы                                     |
| Печенгский монастырь     | Печенга           |      |     |      | Христорождественская церковь                                                         |
| Линтульский монастырь    | Линтула           |      |     |      | Свято-Троицкий собор                                                                 |

В 1920—1926 годах церковное имущество бывшей Выборгской и Финляндской епархии Русской Православной Церкви было национализировано и в своей значительной части передано вновь возникшей Финляндской автономной церкви. С 1924 года архиепископ Выборгский и всея Финляндии Серафим (Лукьянов) был отстранён властями от управления церковью, а с 1925 года главой Финляндской церкви стал епископ Сортавальский Герман (Аав) с титулом архиепископа Карельского и всей Финляндии.
Вопрос о замещении Выборгской епархии не мог решиться 10 лет: с 1925, когда архиепископ Серафим (Лукьянов) был отправлен на пенсию, по июнь 1935 года, когда на очередном Церковном Соборе прошли выборы нового епископа, которым стал незадолго перед тем овдовевший протоиерей Александр Петрович Карпин.
В 1935 году Выборгская епархия была восстановлена. Но по результатам Советско-финской войны с 1940 года Выборг вместе с Карельским перешейком отошёл к СССР, войдя таким образом в состав Ленинградской епархии. Даже после эвакуации Выборгского епархиального управления епископ Александр Карпин носил титул «Выборгский», изменённый после 1945 года, по окончании Великой Отечественной войны.

### Выборгское викариатство (1962—2013)
19 июля 1962 года решением Священного Синода был восстановлен титул «епископ Выборгский» для викариев Ленинградской (Санкт-Петербургской) епархии.
Особым распоряжением Священного Синода епископу Выборгскому Кириллу (Гундяеву) поручалось управление Патриаршими приходами на территории Финляндии.

### Выборгская епархия
12 марта 2013 года в составе Санкт-Петербургской митрополии была вновь учреждена самостоятельная Выборгская епархия, выделенная из Санкт-Петербургской епархии. Титул правящего архиерея — «Выборгский и Приозерский», что указывает на связь не только с Выборгской и Финляндской епархией, но и со старинной Корельской (Кексгольмской) кафедрой.

## Епископы
В 1799—1803 годы наименование «Выборгский» входило в титул Санкт-Петербургского архиепископа (с 1801 года — митрополита) Амвросия.
Выборгское викариатство Санкт-Петербургской епархии
- Нектарий (Надеждин) (13 сентября 1859 — 22 сентября 1860)
- Иоанникий (Руднев) (12 июня 1861 — 13 января 1864)
- Иоанн (Соколов) (17 января 1865 — 9 ноября 1866)
- Григорий (Медиоланский) (2 февраля 1867 — 21 августа 1868)
- Павел (Лебедев) (8 сентября 1868 — 29 августа 1869)
- Тихон (Покровский) (29 августа 1869 — 16 августа 1871)
- Палладий (Ганкевич) (22 августа 1871 — 28 сентября 1873)
- Ермоген (Добронравин) (21 октября 1873 — 9 сентября 1876)
- Варлаам (Чернявский) (9 сентября 1876 — 26 июля 1880)
- Нестор (Метаниев) (8 сентября 1880 — 31 октября 1881)
- Анастасий (Добрадин) (6 июня — 28 сентября 1882)
- Сергий (Серафимов) (5 декабря 1882 — 24 апреля 1887)
- Антоний (Вадковский) (3 мая 1887 — 24 октября 1892)

Выборгская и Финляндская епархия
- Антоний (Вадковский) (24 октября 1892 — 25 декабря 1898)
- Николай (Налимов) (16 января 1899 — 8 апреля 1905)
- Сергий (Страгородский) (6 октября 1905 — 10 августа 1917)
- Серафим (Лукьянов) (11 августа 1917 — 1 января 1924) (в/у до 17 января 1918), с 1921 глава автономной церкви в составе Московского Патриархата;

Выборгская епархия Финской православной церкви
- Александр (Карпин) (22 сентября 1935—1945)

Выборгское викариатство Ленинградской (затем Санкт-Петербургской) епархии
- Никон (Фомичёв) (26 августа — 16 ноября 1962)
- Кирилл (Гундяев) (14 марта 1976 — 26 декабря 1984)
- Назарий (Лавриненко) (28 мая 2009 — 12 марта 2013)

Выборгская и Приозерская епархия
- Игнатий (Пунин) (12 марта 2013 — 24 августа 2023)
- Варнава (Баранов) (с 24 августа 2023)

## Благочиния
Епархия разделена на 6 церковных округов (по состоянию на октябрь 2022 года):
| Округ                   | Благочинный                  | Главный храм                                     | Территория                           |
| ----------------------- | ---------------------------- | ------------------------------------------------ | ------------------------------------ |
| Всеволожское благочиние | протоиерей Роман Гуцу        | Спасская церковь во Всеволожске                  | Восточная часть Всеволожского района |
| Выборгское благочиние   | иерей Геннадий Пономарёв     | Церковь Серафима Саровского в Каменногорске      | Северная часть Выборгского района    |
| Кудровское благочиние   | протоиерей Владимир Данкович | Храм Иоанна Богослова в Кудрове                  | Южная часть Всеволожского района     |
| Приозерское благочиние  | протоиерей Сергий Бельков    | Церковь Коневской иконы Божией Матери в Сапёрном | Приозерский район                    |
| Рощинское благочиние    | протоиерей Дионисий Холодов  | Церковь Николая Чудотворца в Рощине              | Южная часть Выборгского района       |
| Токсовское благочиние   | протоиерей Лев Нерода        | Собор Архистратига Михаила в Токсове             | Западная часть Всеволожского района  |

## Монастыри
Действующий
- Коневский Рождество-Богородичный монастырь в Приозерском районе (мужской)

Бывшие
- Линтульский монастырь в посёлке Огоньки Выборгского района (женский)

Недействующие
- Воскресенский монастырь в Приозерске
- Иоанновский монастырь с устья р. Вуоксы
- Никольский монастырь в Кореле
- Юрьев монастырь в Кореле